# Đường băng tuyết
Đường băng tuyết (snow line) là điểm mà trên đó tuyết và băng phủ quanh năm. Đường băng tuyết thực tế có thể ở vị trí thấp hơn do thay đổi theo mùa.
Sự tác động qua lại giữa vĩ độ và độ cao làm ảnh hưởng đến vị trí chính xác của đường băng tuyết ở một vị trí cụ thể. Tại hoặc gần xích đạo, nó thường nằm ở độ cao khoảng 4.500 m trên mực nước biển. Khi đi về phía chí tuyến Bắc và chí tuyến Nam, các thông số sẽ tăng: ở Himalaya đường băng tuyết có thể ở độ cao 5.700 m, trong khi đó ở chí tuyến Nam, không có tuyết tồn tại ở dãy Andes do khí hậu cực kỳ khô cằn. Bên cạnh các đường chí tuyến, đường băng tuyết trở nên giảm độ cao khi vĩ độ tăng, đến chỉ gần 3.000 m ở Alps và giảm xuống bằng mực nước biển gần các cực.

## Kỷ lục
Đỉnh núi cao nhất trên thế giới nằm dưới đường băng tuyết là Ojos del Salado.

## Các độ cao tương đối
| Svalbard                  | 78°N | 0300–0600 m |
| Scandinavia ở vòng cực    | 67°N | 1000–1500 m |
| Iceland                   | 65°N | 0700–1100 m |
| Đông Siberia              | 63°N | 2300–2800 m |
| Nam Scandinavia           | 62°N | 1200–2200 m |
| Alaska Panhandle          | 58°N | 1000–1500 m |
| Kamchatka (ven biển)      | 55°N | 700–1500 m  |
| Kamchatka (nội lục)       | 55°N | 2000–2800 m |
| Alps (sướn phía bắc)      | 48°N | 2500–2800 m |
| Central Alps              | 47°N | 2900–3200 m |
| Alps (sướn phía nam)      | 46°N | 2700–2800 m |
| Pyrenees                  | 43°N | 2600–2900 m |
| corsica                   | 43°N | 2600–2700 m |
| Kavkaz                    | 43°N | 2700–3800 m |
| Núi Pontic                | 42°N | 3800–4300 m |
| Núi Rocky                 | 40°N | 3700–4000 m |
| Karakoram                 | 36°N | 5400–5800 m |
| Transhimalaya             | 32°N | 6300–6500 m |
| Himalaya                  | 28°N | 6000 m      |
| Pico de Orizaba           | 19°N | 5000–5100 m |
| Núi Rwenzori              | 1°N  | 4700–4800 m |
| Núi Kenya                 | 0°   | 4600–4700 m |
| New Guinea                | 2°S  | 4600–4700 m |
| Andes ở Ecuador           | 2°S  | 4800–5000 m |
| Kilimanjaro               | 3°S  | 5500–5600 m |
| Andes ở Bolivia           | 18°S | 6000–6500 m |
| Andes ở Chile             | 30°S | 5800–6500 m |
| North Island, New Zealand | 37°S | 2500–2700 m |
| South Island, New Zealand | 43°S | 1600–2700 m |
| Tierra del Fuego          | 54°S | 0800–1300 m |
| Nam Cực                   | 70°S | 00–0400 m   |

So với việc sử dụng từ "đường băng tuyết" để chỉ ranh giới giữa việc có tuyết và không có tuyết.